# Litauens bandyförbund
Litauens bandyförbund är det styrande organet för bandy i Litauen. Huvudkontoret ligger i Vilnius. Förbundet grundades 2008 och blev medlem i Federation of International Bandy samma år.